# Nakajima Ki-87
Nakajima Ki-87 là một mẫu thử máy bay tiêm kích-đánh chặn tầng cao của Nhật Bản trong Chiến tranh thế giới II.

## Tính năng kỹ chiến thuật (Ki-87)

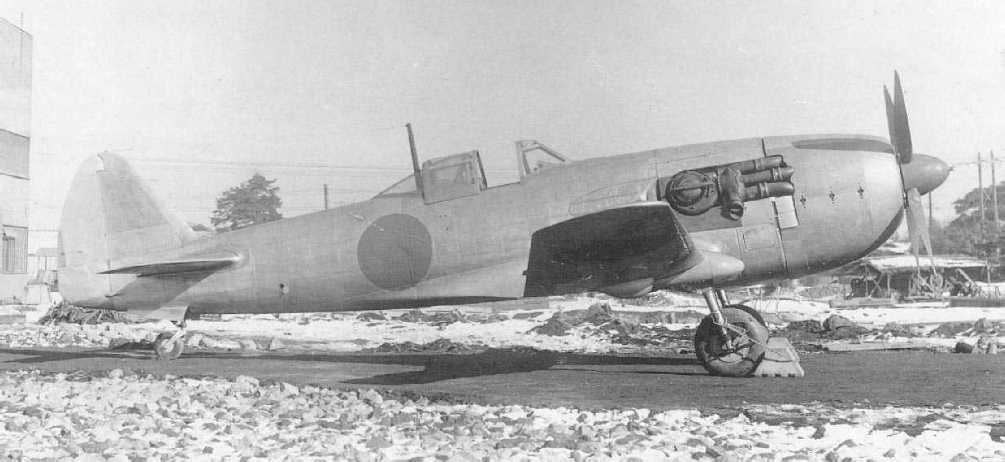

Dữ liệu lấy từ Japanese Aircraft of the Pacific War; Japanese Army Fighters, Part 2; Famous Aircraft of the World, first series, no.76: Japanese Army Experimental Fighters (1)
Đặc điểm tổng quát
- Kíp lái: 1
- Chiều dài: 11,82 m (38 ft 9,375 in)
- Sải cánh: 13,423 m (44 ft 0,5 in)
- Chiều cao: 4,503 m (14 ft 9,312 in)
- Diện tích cánh: 26 m² (279,860 ft²)
- Trọng lượng rỗng: 4.388 kg (9.672 lb)
- Trọng lượng có tải: 5.633 kg (12.416 lb)
- Trọng lượng cất cánh tối đa: 6.102 kg (13.448 lb)
- Động cơ: 1 × Mitsubishi Ha.215 (Ha.44/11) kiểu động cơ 18 xylanh làm mát bằng không khí 4, 1.789 kW (2.400 hp)

 Hiệu suất bay 
- Vận tốc cực đại: 697 km/h (379 kn, 433 mph)
- Vận tốc hành trình: 470 km/h (254 kn, 292 mph)
- Trần bay: 12.855 m (42.175 ft)
- Tải trên cánh: 216,6 kg/m² (44,3 lb/ft²)
- Công suất/trọng lượng: 0,317 kW/kg (2,3 kg/hp; 5,2 lb/hp)

Trang bị vũ khí

- Súng: 2 × pháo Ho-105 30 mm (1.18 in) và 2 × pháo Ho-5 20 mm
- Bom: 1 x bom 250 kg (550 lb)